# Jean-Pax Méfret
 (juin 2024).
Jean-Pax Méfret, né le 9 septembre 1944 à Alger (département français d'Alger), est un journaliste, écrivain et auteur-compositeur-interprète français.
Il mène, en parallèle de sa longue carrière de journaliste, une activité de chanteur. Il donne à nombre de ses chansons un fort contenu historique et politique, marqué notamment par l'amour pour les valeurs conservatrices, l'anticommunisme durant la Guerre froide, les traditions militaires et la nostalgie de l'Algérie française.

## Biographie
Jean-Pax Méfret naît le 9 septembre 1944 à Alger. Son père est un résistant marseillais lié à l'Office of Strategic Services (OSS), venu à Alger pour préparer le débarquement américain de 1942, tandis que sa mère descend d'une famille franco-italienne installée en Algérie depuis le XIXe siècle. Il grandit dans le quartier populaire de Belcourt, où il est le témoin direct des premiers événements de la guerre d'Algérie[réf. nécessaire].
Partisan de l'Algérie française, après avoir acclamé Charles de Gaulle le 4 juin 1958, il se rapproche du Front Algérie française et participe à la semaine des barricades de janvier 1960. Lors du putsch des généraux, le 21 avril 1961, il participe à l'occupation de la radio d'Alger, est arrêté puis emprisonné quelques semaines avant d'être libéré[réf. nécessaire].
Devenu agent de liaison de l'Organisation de l'armée secrète (OAS), il est une nouvelle fois arrêté le 13 février 1962, rapatrié en métropole à la prison de la Santé, puis transféré dans celle de Rouen dans le quartier des activistes. Il y compose sa première chanson, Je ne vous garde pas rancune, en l'honneur du lieutenant Roger Degueldre, fusillé le 6 juillet 1962.
Assigné à résidence à partir de septembre de la même année, il termine ses études par correspondance.

### Journaliste
Jean-Pax Méfret travaille, à partir de 1966, comme journaliste au mensuel des rapatriés d'Algérie France Horizon, dirigé par le colonel Pierre Battesti, président de l'Association nationale des Français d'Afrique du Nord, d'outre-mer et de leurs amis (ANFANOMA). En 1970, il fait partie de la rédaction du journal Minute, où il traite des grandes affaires de faits divers ; en 1974, il démissionne de cet hebdomadaire.
Il entre ensuite à L'Aurore comme grand reporter, d'abord au service de politique intérieure, puis au service politique étrangère, pour lequel il couvre la plupart des conflits armés et mène de grandes enquêtes sur le terrorisme international.
À la fin de L'Aurore, en septembre 1980, il travaille quelques mois comme grand reporter à l'éphémère Figaro dimanche, puis occupe les mêmes fonctions au Figaro Magazine jusqu'en 2000.
À partir de 1995, il est, en même temps, rédacteur en chef des grandes enquêtes du magazine. Jean-Pax Méfret dirige également (1998) les deux éditions mensuelles régionales, Figaro Magazine Rhône-Alpes et Figaro Magazine Méditerranée.
Au cours de l'année 2013, il publie un reportage mensuel dans le magazine Valeurs actuelles, intitulé « Carnets de France ».

### Auteur-compositeur-interprète
Jean-Pax Méfret est l'auteur de plus de 300 chansons, dont une centaine sont enregistrées et éditées[réf. nécessaire]. Il commence sa carrière d'auteur-compositeur-interprète chez Decca en enregistrant sous le pseudonyme de Jean-Noël Michelet cinq disques, parus en 1964.
En 1965, il obtient le grand prix de l'émission télévisée Âge tendre et tête de bois avec La Prière, une chanson évoquant la solitude d'un adolescent pied-noir.
Ses premières chansons engagées pour l'amnistie des condamnés et exilés du combat pour l'Algérie française paraissent très confidentiellement en 1968 : avec L'Hymne des pieds-noirs et La Prière du pied-noir, il exalte la mémoire des Français d'Algérie.
À l'époque, Jean-Pax Méfret compose aussi des chansons dites « de variétés ». En 1970, en parallèle de sa carrière de journaliste, il écrit les paroles et musiques de plusieurs chansons – dont Monsieur Lacloche – pour l'Alcazar de Jean-Marie Rivière et pour la chanteuse Betty Mars : L'Enfant qui voulait voir la mer… Il est l'auteur de Je vais te faire une chanson qu'interprète en 1982 Jean-Claude Pascal sur l'album C'est peut-être pas l'Amérique, aux côtés de Ton bonhomme, écrite par le chanteur Jean Ferrat.
En 1974, avec Le Chanteur de l'Occident, il « s'engage en chanson », dénonçant notamment l'internement des dissidents juifs (refuzniks) en Sibérie. Le disque, diffusé par Decca et édité par les Nouvelles Éditions Barclay, obtient un grand succès grâce à sa diffusion sur les antennes de RTL[réf. nécessaire].
En 1980, après six ans de silence, il enregistre à nouveau. Ses textes sont prioritairement orientés contre le totalitarisme soviétique ; il est particulièrement actif pendant la Guerre froide. Il écrit, entre deux reportages, des chansons comme Veronika (sur Berlin-Est), Goulag, Camp 36 ou encore Budapest, qui traite du soulèvement de 1956 dans la ville du même nom, mais également La musique s'est arrêtée (une des rares chansons françaises contre Pol Pot), Miss America (chanson anticastriste) et Les Démagos contre les intellectuels de gauche. Il dédie une chanson à Jean-Paul II : Le Messager,.
Il écrit aussi de nombreuses chansons sur des faits de société, également inspirées de sa vie de grand reporter : La Colère, contre la violence en banlieue, L'Enfant-otage, et sur l'affaire du sang contaminé avec À qui la faute….[réf. nécessaire]
Jean-Pax Méfret, qui enregistre entre autres Le Chant des partisans, apparaît comme un auteur-compositeur patriote tourné vers le respect de certaines traditions et institutions nationales telles que l'armée. En témoignent des chansons comme Diên Biên Phu, Camerone, Jour J (sur le débarquement allié en Normandie), Kolwezi (il a couvert cette bataille au côté du 2e régiment étranger de parachutistes au Zaïre en 1978) ou encore C'est une école (Saint-Cyr), écrite à la demande de jeunes officiers de la promotion « général Bethouart » pour célébrer le bicentenaire de l'École spéciale militaire de Saint-Cyr.[réf. nécessaire]
Son répertoire contient aussi plusieurs chansons mélancoliques sur l'Algérie de son enfance, les années sanglantes, le drame des harkis, l'exode, etc. Et pour ses actions de devoir de mémoire envers la communauté « pied-noir », Jean-Pax Méfret a reçu, en janvier 2008, le titre de citoyen d'honneur de la ville d'Aix-en-Provence, où vivent un très grand nombre de rapatriés d'Algérie.
Dans les années 1980, un article d'une revue anarchiste le qualifie de « première figure de la chanson nationaliste française ». Paul Airiau le définit, dans une étude publiée en 2009 par la revue Histoire politique, comme « un chanteur républicain populiste ».[réf. nécessaire]
Le 1er avril 2012, il se produit à l'Olympia, accompagné par six musiciens et un quatuor à cordes.[réf. nécessaire]
En 2016, avec le CD Jean-Pax Méfret écrit, raconte et chante Camerone, il inaugure une nouvelle collection : « Les pages oubliées de l'histoire de France » pour « celles et ceux qui refusent que la mémoire s'éteigne ».[réf. nécessaire]
En 2017 sortent de nouvelles chansons : Noun, en hommage aux chrétiens d'Orient, La Force, en hommage au Christ.
Les 13 et 14 janvier 2018, Jean-Pax Méfret fait salle comble au Casino de Paris.

## Œuvre

### Discographie

#### Microsillons
| Année | Titre                          | Morceaux |
| ----- | ------------------------------ | --- |
| 1964  | Je voudrais bien               | Je voudrais bien, Dany, ne pleure pas, Loum la I loum, Voici la nuit |
| 1964  | La Prière                      | Je le savais bien, Fille de France, La Prière, Drôle de rendez-vous |
| 1965  | Allez Luis                     | Allez Luis, Il avait dix-huit ans, Tu aimeras encore, Je ne veux plus te voir |
| 1966  | La Ballade du beatnick         | J'en ai rêvé, Demain, La Ballade du beatnick, Elle va se marier |
| 1966  | L'Avion pour Liverpool         | L'Avion pour Liverpool, Valérie, Chérie, La Fille aux cheveux blonds |
| 1968  | Hymne des pieds-noirs          | L'Hymne des pieds-noirs, La Prière du pied-noir, La Réponse pour l’amnistie |
| 1968  | Messages de prison-exil        | Enregistrés et présentés par Jean-Pax Méfret. Les messages de Noël et du nouvel an 1969 des principales personnalités de l’Algérie française libérées de prison ou rentrées d’exil. Avec les voix de Raoul Salan, Jacques Soustelle, Georges Bidault, Edmond Jouhaud, Joseph Ortiz, Antoine Argoud, Pierre Sergent. |
| 1969  | Lieutenant Roger Degueldre…    | Les Derniers instants d’un officier français, Je ne vous garde pas rancune, je vous plains, L’Erreur du Général |
| 1975  | Le Chanteur de l'Occident      | Le Chanteur de l’Occident, Feliciano |
| 1977  | Veronika - la Sibérie          | Veronika, La Sibérie |
| 1980  | Vous allez me traiter de réac… | Les Démagos, La Sibérie, Antoine, Les Barricades, Le Journaliste, Veronika, Goulag, La musique s'est arrêtée, Le Loup de guerre |
| 1980  | Collection Algérie             | L' Hymne des Pieds-Noirs, La Prière, Les Barricades, Un Noël à Alger, Le poulpe y l’est pas cuit, Santa-Cruz, Le Pain de la misère |
| 1981  | Collection Combats             | Kolwezi, La Médaille, Diên Biên Phu , Le Fou, Camerone, Muchachos |
| 1982  | Faits divers                   | L'Enfant otage, Budapest, Faits divers, Professeur Muller, Les Compagnons du camp des solitaires, Solidarité, Il s'en va |
| 1982  | Signo particular : canta       | |
| 1984  | Liberté                        | Liberté, La Manif |
| 1984  | Camerone                       | Camerone, La Médaille, Le Fou, Diên Biên Phu, Kolwezi, La Prière, Santa-Cruz, Un Noël à Alger, Les Barricades, Le Pain de la misère, Hymne des pieds-noirs |
| 1984  | Ni rouge ni mort               | Ni rouge, ni mort, Djebel amour, Parole d'homme, Miss America, La Manif, Le Béret amarante, L'Ile Saint-Louis, Le Messager, Flash, Le Jour J |
| 1985  | Calédonie                      | Calédonie, Le Bateau |
| 1986  | Pour mémoire                   | Camarade, Les Oies sauvages, La Colère, Années soixante, Beyrouth, L'Eau de feu, Camp 36, Faire-part |

#### Disque compact
| Année | Titre                                             | Morceaux |
| ----- | ------------------------------------------------- | --- |
| 1995  | Algérie - Nostalgie                               | Compilation des chansons sur l’Algérie enregistrées sur vinyles et réédition du disque Messages Prison-Exil, réalisé en décembre 1968. |
| 1995  | Les Années froides                                | Compilation des principaux titres enregistrés de mars 1980 à mars 1986.                                                                |
| 1999  | Le Soir du 9 novembre                             | Le Soir du 9 novembre, précédée d’un texte écrit et dit par Jean-Pax Méfret sur l’histoire du mur de Berlin.                           |
| 2002  | Quand les souvenirs reviennent                    | Djebel Amour, Nostalgérie et Ceux qui ont choisi la France.                                                                            |
| 2002  | Méfret chante Saint-Cyr                           | Saint-Cyr et Premier feu |
| 2003  | Là bas                                            | L' Hymne des pieds-noirs, La Prière, Les Barricades, Un Noël à Alger, Le poulpe y l’est pas cuit, Santa-Cruz, Le Pain de la misère     |
| 2004  | Sainte-Mère-Église                                | Sainte-Mère-Église, Sainte-Mère-Église, version anglaise et Le Chant des Partisans.                                                    |
| 2004  | Chansons d'histoire militaire                     | Kolwezi, La Médaille, Diên Biên Phu, Le Fou, Camerone, Muchachos                                                                       |
| 2004  | Cent vingt minutes de vérité                      | 20 titres traçant une fresque historique de Sainte-Mère-Église.                                                                        |
| 2006  | Vendée Militaire                                  | Récit des guerres de Vendée, Guerres de Vendée, Chouans et leurs versions instrumentales.                                              |
| 2009  | La compil                                         | Coffret de 4 CD comprenant 40 titres remixés et « remastérisés » et un livret de 32 pages.                                             |
| 2010  | Vous allez me traiter de réac…                    | Les Démagos, La Sibérie, Antoine, Les Barricades, Le Journaliste, Veronika, Goulag, La musique s'est arrêtée, Le Loup de guerre        |
| 2016  | Jean-Pax Méfret écrit, raconte et chante Camerone | Jean-Pax Méfret écrit, raconte et chante Camerone                                                                                      |
| 2017  | Noun                                              | Noun, La Force et L'Histoire racontée des chrétiens d'Orient.                                                                          |

#### DVD
- Jean-Pax Méfret en concert (décembre 2008) enregistré au Palais des Congrès d'Issy-les-Moulineaux (Diffusia).
- Jean-Pax Méfret à l'Olympia, (juin 2012) : 25 titres interprétés à l'Olympia le 1er avril 2012 (Diffusia).

### Œuvre littéraire
Depuis 2003, Jean-Pax Méfret, membre sociétaire de la Société des gens de lettres, publie régulièrement des livres aux Éditions Pygmalion (filiale des Éditions Flammarion).
- Le Siècle d'or, BBK, 2000
- Bastien-Thiry : jusqu'au bout de l'Algérie française, Pygmalion, 2003  (ISBN 978-2857048152 et 978-2756401393)
- Une sale affaire : Markovic, Marcantoni, Delon, Pompidou et les autres…, Pygmalion, 2007  (ISBN 978-2857048954)
- 1962, l'été du malheur, Pygmalion, 2007  (ISBN 978-2756401317)
- Un flic chez les voyous, le commissaire Blémant, Pygmalion, 2009  (ISBN 978-2-7564-0179-9)
- Le Vol des bijoux de la Bégum : les dessous de l'affaire, Pygmalion, 2010  (ISBN 978-2-7564-0247-5)
- Les Carabiniers du prince, préface de S.A.S. le prince Albert II, Éditions du Rocher, 2011  (ISBN 978-2-2680-7074-2)
- Sur l'autre rive… en 1962, Pygmalion, 2012  (ISBN 978-2756403168)
- Douze assassinats politiques qui ont changé l'histoire, Pygmalion, 2013  (ISBN 9782756405124)
- Jean-Christophe Buisson, Jean Sévillia, (dir), Le Dernier Carré, combattants de l'honneur et soldats perdus, de l'Antiquité à nos jours, chapitre intitulé, Alger 1962, le crépuscule de l'Algérie française, Perrin, 2021, 416 p.  (ISBN 978-2262096601)